# Plastics Europe

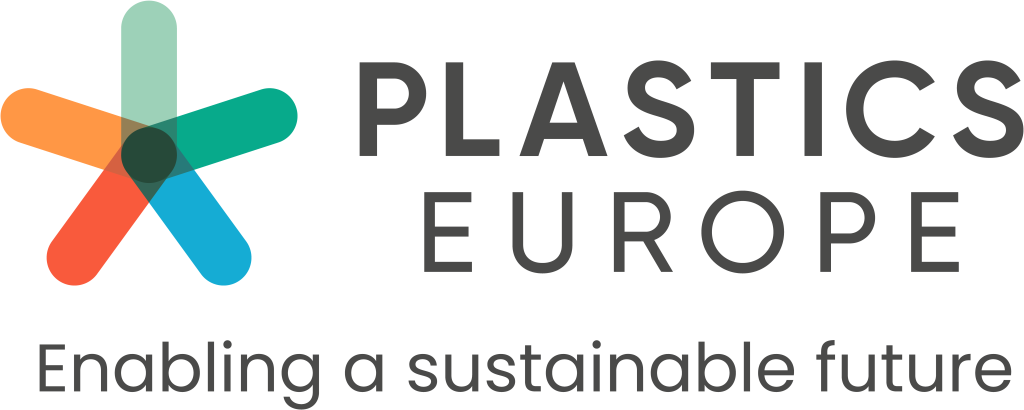
Logo von Plastics Europe

Plastics Europe ist eine Lobbyorganisation der europäischen Kunststoffhersteller mit Sitz in Brüssel.
Plastics Europe ist seit 2013 im Transparenzregister der Interessenvertreter der EU eingetragen. Für das Jahr 2023 wurden Lobbyingausgaben in Höhe von 4,5 bis 5 Millionen Euro gemeldet.

## Struktur
Der Verband vertritt die wirtschaftlichen Interessen der Kunststoffindustrie auf der Ebene der europäischen Politik. Zudem ist er eine Partnerorganisation von CEFIC.
Der deutsche Ableger, PlasticsEurope Deutschland e.V., hat seinen Sitz in Frankfurt am Main und löste am 1. Januar 2005 die deutsche Lobbyorganisation VKE (Verband Kunststofferzeugende Industrie) ab.

## Klimaziele und Umweltverschmutzung
Im Zug der Verhandlungen für eine globale Plastikkonvention stellte Plastic Europe sich gegen die wirkungsvollste Maßnahme zum Schutz des Planten vor Verschmutzung – eine Reduktion der globalen Plastikproduktion – und wich auf andere Vorschläge wie die Förderung von Kreislaufwirtschaft und mehr Recycling aus.
Gemeinsam mit dem Verband der Chemischen Industrie propagierte Plastics Europe im Jahr 2022 das Chemische Recycling als „ein Schlüsselelement für die Erreichung der Treibhausgasneutralität“ bis 2050. Plastics Europe kündigte an, dass seine Mitgliedsunternehmen (u. a. BASF) Milliarden Euro in Verfahren zum chemischen Recyling investieren würden. Für das Jahr 2025 sollten so 1,2 Millionen Tonnen Plastikabfälle verwertet werden. Das Ziel wurde ein Jahr später auf 900.000 Tonnen gesenkt. Im Jahr 2025 wurden dann nach Schätzungen „deutlich weniger als 100.000 Tonnen“ chemisch recycelt. Laut Recherchen des NDR wurden nur sehr wenige der angekündigten Vorhaben realisiert. Die Geschäftsführerin von Plastics Europe Deutschland, Christine Bunte, machte gegenüber der ARD Kosten, mangelnde Nachfrage und technologische Rückschritte verantwortlich. Kritiker bezeichnen das Werben für das chemische Recycling als „reine Imagekampagne“. Auch der Ausbau des klassischen Recylings blieb hinter den Erwartungen zurück. Wirksam sei nur eine Reduktion der Herstellmenge.
Nachdem PlasticsEurope Deutschland zunächst eine Zeit lang nachhaltigkeitsbezogene Themen in den Vordergrund gerückt hatte, setzte sie sich im März 2025 für eine Ausweitung der Produktion in Deutschland ein, die von 2021 bis 2023 um 17,6 % geschrumpft war.